# Ökenvaran
Ökenvaran (Varanus griseus) är en ödleart som beskrevs av Daudin 1803. Ökenvaran ingår i släktet Varanus, och familjen Varanidae.

## Underarter
Arten delas in i följande underarter:
- V. g. griseus
- V. g. caspius
- V. g. koniecznyi